# Georges Descrières
Georges Descrières, ejtsd kb. [dékrier], született Georges René Bergé (Bordeaux, Gironde megye, 1930. április 15. –  Le Cannet, Alpes-Maritimes megye, 2013. október 19.), francia színpadi és filmszínész, melléknevén „a úriember-komédiás” 1958–1985 között a párizsi Comédie-Française társulatának állandó tagja. Nevezetes filmszerepe Maurice Leblanc regényhősének, Arsène Lupin-nek, „az úri betörő”-nek alakítása Jacques Nahum producer nemzetközi koprodukcióban készült, hasonló című tévésorozatában, az 1970-es évek elején.

## Élete

### Származása, tanulmányai
Georges Bergé a bordeaux-i színi- és zeneiskolában tanult, itt két tanulmányi versenyen is első díjat nyert. 
Ezután a párizsi drámai akadémiára ment (Conservatoire national supérieur d’art dramatique), ahol Denis d’Inès és Georges Le Roy osztályában tanult. Itt is több szakmai versenyt nyert, klasszikus Corneille- és Molière-előadásokon nyújtott alakításával (Polyeucte és A tudós nők). 1950 körül felvette a Descrières művésznevet, 1955. január 1-jén felvették a párizsi Comédie-Française-hez, havidíjas színésznek.

### Színészi pályája
| Georges Descrières                        | Georges Descrières                        |
| Kattints az alábbi külső linkek egyikére! | Kattints az alábbi külső linkek egyikére! |
| ----------------------------------------- | ----------------------------------------- |
| Nem található szabad kép.(?)              |                                           |
| külső link · jogvédett                    | Arsène Lupin, az „úri betörő” szerepében  |

Első kisebb filmszerepét 1954-ben kapta Claude Autant-Lara Le rouge et le noir (Vörös és fekete) c. klasszikus Stendhal-adaptációjában. 1958-ban már Brigitte Bardot oldalán tűnt fel az Akar velem táncolni? c. romantikus történetben. Magas, elegáns sármos megjelenése, férfias orgánuma révén klasszikus színművek filmváltozataiban és szépirodalmi adaptációiban egyaránt keresett karakterszínésszé vált. 1959-ben Jean Meyer rendező Le Mariage de Figaro (Figaro házassága)c. filmjében ő volt a nőcsábász Almaviva gróf. 1961-ben, a Bernard Borderie által rendezett, kétrészes A három testőr c. kalandfilm mindkét részében ő volt Athos, La Fère álruhás grófja, d′Artagnan (Gérard Barray) harcostársa. 
Az 1960-as években Descrières együtt dolgozott olyan nagy sztárokkal, mint Anna Karina és Claude Rich (Ce soir ou jamais, 1961); Audrey Hepburn és Albert Finney, ill. Stanley Donen és Michel Deville rendezőkel (Ketten az úton). 1975-ben a címszereplő Pygmaliont, Claude Jade szerelmének tárgyát játszotta Jacques Nahum Maître Pygmalion című filmjében. 1978-ban Jacques Rouffio rendező szerepet adott neki A Cukor thriller-vígjátékában, ahol Jean Carmet-val, Gérard Depardieu-vel és Michel Piccolival együtt alakított.  1978-ban Michel Boisrond Dis-moi que tu m’aimes c. romantikus filmjében Mireille Darc és Marie-José Nat mellett szerepelt, mint Olivier mester.
Az 1960-as évek közepére filmszerepei révén Descrières már komoly népszerűséget és ismertséget szerzett. Ennek ellenére gyakran visszautasított remek film-főszerepeket, inkább megmaradt a másod- vagy mellékszerepeknél, mert tehetségét és energiáját elsősorban színpadi munkájában igyekezett kifejteni. 1958−1985 között a párizsi Comédie-Française társulatának állandó tagja volt, a színház számos előadásában játszott. Pályája végén a társulat doyenje (korelnöke) volt. Nevét filmes színlapokon is gyakran így jelentették meg: „Georges Descrières de la Comédie Française”.
Az 1970-es évek elejétől egyre többet szerepelt a televízióban. 1971-ben, Jean-Claude Camredon rendező A császár kémje című történelmi kalandfilm-sorozatának egyik epizódjában Louis Bonapartét, Hollandia királyát alakította.
Egyik leghíresebb alakítása Arsène Lupin volt, „az úri betörő”, Jacques Nahum producer nemzetközi (francia–NSZK-kanadai–olasz–belga–holland–osztrák) koprodukcióban készített azonos című tévésorozatában, amelyet a francia és az európai tévéállomások 1971–1974 között sugároztak, a Magyar Televízió pedig 1975-től kezdve adta le.
A sorozat hatalmas sikere nyomán más filmrendezők (pl. Gérard Oury és Claude Sautet) is megkeresték Descrières-t és megpróbálták megnyerni újabb Arsène Lupin-filmek főszerepeinek elvállalására, ő azonban elutasította őket, mondván, hogy színpadi munkájára akar összpontosítani. Televízióban közvetített színpadi munkái közül kritikusok kiemelik Michel Rivière-alakítását az 1972-es De doux dingues (Mindenáron vesztes) c. tévéfilmben, amelyet Au théâtre ce soir című tévészínházi sorozatban adtak le.
1982-ben Robert Thomas rendező Mon curé chez les nudistes című komédiájában egy püspököt alakított, de lesújtó kritikákat kapott. A Cahiers du cinéma c. mozis hetilap azon sajnálkozott, hogy Descrières miért fecsérli kiemelkedő vígjátéki tehetségét ilyen fércművekre, pedig Jean-Paul Belmondóéhoz hasonló, minőségi karriert csinálhatna. Maga Belmondo úgy nyilatkozott, sajnálja, hogy Descrières-t nem láthatja Georges Lautner vagy Claude Sautet filmjeiben. 1987-ben René Féret L’homme qui n’était pas là (Az ember, aki ott sem volt) című drámájában Descrières ismét Claude Jade társaságában játszott.

### Magánélete
1955. március 30-án feleségül vette Geneviève Brunet színésznőt (1930), Odile Mallet színésznő ikernővérét. 1962-ben megszületett leányuk, Sylvia Bergé, aki később szintén színészi pályára lépett és a Comédie-Française társulatának tagja lett. 1972. július 8-án a házasfelek elváltak.
1976. február 16-án Descrières másodszor is megnősült, Nicolette Felbert-t vette feleségül, aki haláláig vele maradt.
Descrières sokáig a Yonne megyei Cravant-ban lakott. Az 1980-as évek végén visszavonult az aktív szerepléstől, és Dél-Franciaországba költözött. Megalapította a grasse-i színiakadémiát (conservatoire du théâtre de Grasse), amelynek haláláig igazgatója maradt.
Életének későbbi szakaszában Descrières rákbetegséggel küzdött. 2013. október 19-én hunyt el Le Cannet-i lakóházában, Dél-Franciaországban, feleségének jelenlétében.

## Fontosabb filmszerepei
- 1996: Le comédien, tévésorozat, színész
- 1989: Pezsgő élet (Champagne Charlie), tévéfilm; Pierre-Henri
- 1987: L’homme qui n’était pas là; Alexandre
- 1982: Emmenez-moi au théâtre, tévésorozat; Mathieu parancsnok
- 1982: Mon curé chez les nudistes; püspök
- 1982: Qu’est-ce qui fait craquer les filles–; Joncard hoteligazgató
- 1981: Le bourgeois gentilhomme (Molière), tévéfilm; Dorante
- 1978–1980: Sam és Sally (Sam et Sally), tévésorozat; összes (12) epizódban; Sam Kramer
- 1978: A Cukor (Le sucre); Vandelmont
- 1978: Jómadarak (Les ringards), névtelen szerep
- 1978: Horoszlóp (L’horoscope); Pierre Quentin-Moreau jegyző
- 1978: Az ördöngős fickó (Ce diable d'homme), tévésorozat; Richelieu bíboros
- 1977: Richelieu, tévé-minisorozat; Bellegarde
- 1977: Le misanthrope (Molière), tévéfilm; Alceste
- 1976: Attention les yeux!; szexbolt tulajdonos
- 1975: Maître Pygmalion (Corneille); Christian / Pygmalion
- 1971–1974: Arsène Lupin (tévésorozat); 26 epizódban; Arsène Lupin
- 1973: Molière pour rire et pour pleurer, tévé-minisorozat; lovag
- 1973: Le double assassinat de la rue Morgue (E.A. Poe); tévéfilm; a dandy
- 1972: Híres szökések (Les évasions célèbres), tévésorozat; Beaufort hercege
- 1972: A császár kémje (Schulmeister, espion de l'empereur), tévésorozat; Louis Bonaparte
- 1968: Hívd a férjem találkára (Bolha a fülben / A Flea in Her Ear); Don Carlos de Castilian
- 1968: Elbűvölő szélhámos (L′homme à la Buick); Lucien Bordier
- 1967: Ketten az úton (Two for the Road); David
- 1964: Les femmes savantes (Molière), tévéfilm; Clitandre
- 1964: Hortense Schneider, tévéfilm; Ludovic
- 1963: Le maître de Ballantrae, tévéfilm; Ballantrae ura
- 1962: Le sexe faible, tévéfilm; Philippe
- 1961: Un voisin sait tout, tévéfilm; Jacques
- 1961: A három testőr I. A Milady bosszúja (Les trois mousquetaires: La vengeance de Milady); Athos
- 1961: A három testőr II. A királynő nyakéke (Les trois mousquetaires: Les ferrets de la reine); Athos
- 1961: Párizs járdáin (Le pavé de Paris); kabinetfőnök
- 1961: Polyeucte (Corneille), tévéfilm; Polyeucte
- 1958–1960: La caméra explore le temps, tévésorozat; Guise hercege / Enghien hercege
- 1959: Les trois mousquetaires (A. Dumas); tévéfilm; DeWinter
- 1959: Akar velem táncolni? (Voulez-vous danser avec moi?); Gérard Lalemand (as )
- 1959: Marie Stuart, tévéfilm; Leicester gróf
- 1959: Le mariage de Figaro (Beaumarchais); Almaviva gróf
- 1958: Le bourgeois gentilhomme (Molière), tévéfilm; Dorante gróf
- 1957: Jónapot, doktor! (Bonjour Toubib); Julien Forget „Junior”
- 1957: Les serments indiscrets, tévéfilm; Damis
- 1955: Les aristocrates; Philippe de Maubrun
- 1955: A drága Karolina fia (Le fils de Caroline chérie); Tinteville hadnagy
- 1954: Vörös és fekete (Le rouge et le noir); Monsieur de Croisenois

## Elismerései, díjai
2004 januárjában megkapta a Francia Köztársaság Becsületrendjének tiszti osztályát, 2011 májusában pedig Francia Köztársaság Nemzeti Érdemrendjének főtiszti (grand officier) méltóságával tüntették ki.

## További információ
- Georges Descrières a PORT.hu-n (magyarul)
- Georges Descrières az Internetes Szinkronadatbázisban (magyarul)
- Georges Descrières az Internet Movie Database-ben (angolul)
- Georges Descrières a Rotten Tomatoeson (angolul)
- Georges Descrières az AlloCiné weboldalán (franciául)
- Georges Descrières Profile (angol nyelven). famousfix.com. (Hozzáférés: 2023. január 19.)
- Georges Descrières. Filmkatalógus.hu (magyarul)